# 史考特·麥克洛維茨
史考特·大衛·馬其洛茲（英語：Scott David Mechlowicz，1981年1月17日—）是一位美國男演員。他的演藝事業開始於2003年，出演過的知名作品有《歐洲派》（2004年）和《深夜加油站遇見蘇格拉底》（2006年）等。他出生在紐約。

## 早年
Mechlowicz出生在纽约市，苏珊（Lehrman）的儿子，呼吸治疗师和Morris Mechlowicz。  他在一个“紧密的”犹太人家庭中被抚养。 他在德克萨斯州普莱诺长大，1999年毕业于普莱诺高中，并在奥斯汀参加了德克萨斯大学一个学期。 随后，他搬到加利福尼亚州洛杉矶，在加州大学洛杉矶分校读书，并于2003年毕业，获得了音乐学院演艺计划的荣誉。

## 外部連結
- 史考特·麥克洛維茨在互联网电影资料库（IMDb）上的資料（英文）